# Langlaufen op de Paralympische Winterspelen 1988
De IVe Paralympische Winterspelen werden in 1988 gehouden in Innsbruck, Oostenrijk. Dit was de laatste keer dat de Paralympische Winterspelen niet in hetzelfde land werden gehouden als de Olympische Winterspelen.
Langlaufen staat al vanaf het begin op het programma van de Paralympische Spelen. De sport staat onder auspiciën van de Internationaal Paralympisch Comité (IPC). Langlaufen is een sport voor sporters met een lichamelijke handicap aan verschillende ledematen.

## Mannen
| Rank | Land | Tijd    |
| ---- | ---- | ------- |
| 1    | NOR  | 30:14.2 |
| 2    | SUI  | 30:32.0 |
| 3    | FRG  | 32:20.3 |

| Rank | Land | Tijd      |
| ---- | ---- | --------- |
| 1    | NOR  | 58:46.3   |
| 2    | FIN  | 58:50.2   |
| 3    | FRG  | 1:01:29.4 |

| Rank | Land | Tijd      |
| ---- | ---- | --------- |
| 1    | NOR  | 2:09:43.7 |
| 2    | SWE  | 2:15:39.8 |
| 3    | ITA  | 2:21:54.6 |

### 5 km
| Klasse |         | land | Goud                 | land | Zilver                   | land | Brons               |
| ------ | ------- | ---- | -------------------- | ---- | ------------------------ | ---- | ------------------- |
| Gr I   | 16:52.3 | SUI  | Heinz Frei           | FRG  | Adolf Stuber             | FRG  | Guenther Lercher    |
| Gr II  | 14:42.2 | NOR  | Knut Lundstroem      | NOR  | Erik Sandbraaten         | FRG  | Michael Weymann     |
| LW2    | 16:26.7 | SUI  | Christoph Andres     | FIN  | Pertti Sankilampi        | FIN  | Samuli Kaemi        |
| LW3/9  | 13:49.8 | NOR  | Terje Gruer          | ESP  | Miguel Angel Perez Tello | POL  | Jan Kolodziej       |
| LW4    | 12:09.3 | FIN  | Kalervo Pieksaemaeki | NOR  | Svein Lilleberg          | NOR  | Svein Tore Fauskrud |
| LW5/7  | 17:06.4 | FRA  | Pierre Delaval       | POL  | Marcin Kos               | FIN  | Pauli Moelsae       |

### 10 km
| Klasse |           | land | Goud             | land | Zilver                   | land | Brons             |
| ------ | --------- | ---- | ---------------- | ---- | ------------------------ | ---- | ----------------- |
| Gr I   | 34:07.6   | NOR  | Terje Johansen   | FRG  | Adolf Stuber             | SUI  | Heinz Frei        |
| Gr II  | 1:30:23.6 | NOR  | Knut Lundstroem  | SUI  | Walter Widmer            | NOR  | Erik Sandbraaten  |
| LW2    | 26:03.0   | SUI  | Christoph Andres | NOR  | Viggo Norseth            | FIN  | Pertti Sankilampi |
| LW3/9  | 29:20.3   | NOR  | Terje Gruer      | ESP  | Miguel Angel Perez Tello | POL  | Jan Kolodziej     |
| LW6/8  | 26:26.0   | FIN  | Kimmo Kettunen   | FIN  | Jouko Grip               | FRA  | Jean-Yves Arvier  |

### 15 km
| Klasse |         | land | Goud                 | land | Zilver          | land | Brons               |
| ------ | ------- | ---- | -------------------- | ---- | --------------- | ---- | ------------------- |
| B1     | 48:14.0 | NOR  | Hans Anton Aalien    | NOR  | Asmund Tveit    | SWE  | Ake Pettersson      |
| B2     | 40:44.0 | FRG  | Frank Hoefle         | NOR  | Terje Loevaas   | SWE  | Bertil Tegelund     |
| B3     | 44:56.0 | USA  | Robert Walsh         | SWE  | Max Stalnacke   | ITA  | Paolo Lorenzini     |
| LW4    | 39:08.5 | FIN  | Kalervo Pieksaemaeki | NOR  | Svein Lilleberg | NOR  | Svein Tore Fauskrud |
| LW5/7  | 51:40.0 | POL  | Marcin Kos           | FRA  | Pierre Delaval  | POL  | Jerzy Szlezak       |

### 20 km
| Klasse |         | land | Goud             | land | Zilver     | land | Brons          |
| ------ | ------- | ---- | ---------------- | ---- | ---------- | ---- | -------------- |
| LW6/8  | 59:37.9 | FRA  | Jean-Yves Arvier | FIN  | Jouko Grip | FIN  | Kimmo Kettunen |

### 30 km
| Klasse |           | land | Goud            | land | Zilver            | land | Brons        |
| ------ | --------- | ---- | --------------- | ---- | ----------------- | ---- | ------------ |
| B1     | 1:32:38.7 | SWE  | Ake Pettersson  | NOR  | Hans Anton Aalien | NOR  | Asmund Tveit |
| B2     | 1:15:46.5 | FRG  | Frank Hoefle    | NOR  | Terje Loevaas     | FIN  | Ismo Alanko  |
| B3     | 1:22:28.0 | ITA  | Paolo Lorenzini | SWE  | Max Stalnacke     | USA  | Joe Walsh    |

## Vrouwen

### 3x5 km B1-3
| Rank | Land | Tijd    |
| ---- | ---- | ------- |
| 1    | FIN  | 56:44.6 |
| 2    | AUT  | 57:41.7 |
| 3    | CAN  | 59:55.9 |

### 2,5 km
| Klasse |         | land | Goud               | land | Zilver               | land | Brons          |
| ------ | ------- | ---- | ------------------ | ---- | -------------------- | ---- | -------------- |
| Gr I   | 10:40.5 | NOR  | Kirsti Hooeen      | FRG  | Waltraud Hagenlocher |      |                |
| Gr II  | 9:02.8  | NOR  | Ragnhild Myklebust | NOR  | Sylva Olsen          | AUT  | Hildegard Fetz |

### 5 km
| Klasse  |         | land | Goud               | land | Zilver            | land | Brons                |
| ------- | ------- | ---- | ------------------ | ---- | ----------------- | ---- | -------------------- |
| Gr II   | 15:51.1 | NOR  | Ragnhild Myklebust | NOR  | Sylva Olsen       | AUT  | Hildegard Fetz       |
| B1      | 18:40.6 | AUT  | Veronika Preining  | FIN  | Kirsti Pennanen   | URS  | Valentina Grigoryeva |
| B2      | 16:50.3 | CAN  | Sandra Lecour      | AUT  | Renata Hoenisch   | AUT  | Marian Susitz        |
| B3      | 16:56.1 | FIN  | Miia Ryynaenen     | NOR  | Sissel Soerensen  | FIN  | Tarja Hovinen        |
| LW3/4/9 | 17:34.4 | CAN  | Francine Lemire    | FRG  | Anneliese Tenzler | SUI  | Monika Waelti        |
| LW6/8   | 16:00.7 | FIN  | Tanja Tervonen     |      |                   |      |                      |

### 10 km
| Klasse |         | land | Goud             | land | Zilver             | land | Brons                |
| ------ | ------- | ---- | ---------------- | ---- | ------------------ | ---- | -------------------- |
| B1     | 34:51.7 | FIN  | Kirsti Pennanen  | AUT  | Veronika Preining  | URS  | Valentina Grigoryeva |
| B2     | 30:55.0 | CAN  | Sandra Lecour    | FIN  | Kyllikki Luhtapuro | AUT  | Renata Hoenisch      |
| B3     | 30:45.7 | NOR  | Sissel Soerensen | FIN  | Tarja Hovinen      | FIN  | Miia Ryynaenen       |
| LW6/8  | 35:29.6 | FIN  | Tanja Tervonen   |      |                    |      |                      |

## Deelnemende landen Langlaufen 1988
- NOR
- SUI
- FRG
- FIN
- ITA
- AUT
- SWE
- FRA
- GBR
- USA
- POL
- ESP
- URS
- DEN
- CAN
- NED
- TCH

Alpineskiën · Biatlon · Langlaufen · Priksleeën
1976 · 1980 · 1984 · 1988 · 1992 · 1994 · 1998 · 2002 · 2006 · 2010 · 2014